# Draâ El-Kaïd
Draâ El-Kaïd (em árabe: ذراع القايد) é uma comuna localizada na província de Bugia, no norte da Argélia. Segundo o censo de 2008, a população total da cidade era de 29 221 habitantes.